# Rouvreux
Rouvreux (en wallon Rovreu) est une section de la commune belge de Sprimont située en Région wallonne dans la province de Liège. C'était une commune à part entière avant la fusion des communes de 1977.

## Géographie

### Situation
Le village de Rouvreux se situe dans le Condroz liégeois, sur les hauteurs du versant nord de l'Amblève dominées par la colline de Foccroulle (altitude : 300 m) entre les villages ou hameaux de Presseux à l'ouest, Lillé et Sprimont au nord, Florzé à l'est et Martinrive au sud, dans la vallée de l'Amblève. Le village est à l'écart des grands axes routiers. L'ancienne commune de Rouvreux possédait deux hameaux : Florzé et Haute-Lillé.

### Description et patrimoine
Comme la localité proche de Fraiture, le village de Rouvreux est remarquable par ses nombreuses anciennes maisons et ses fermettes construites en grès jaune du Condroz appelé localement la pierre d'avoine.
Parmi les habitations reprises à l'inventaire du patrimoine culturel immobilier de la Wallonie, on peut citer la maison située au no 6 de la rue du Houmier. Cette demeure possède une plaque de pierre sculptée représentant le propriétaire de l'époque et son cheval ainsi que l'inscription 18 J.G. HUMBLET 48 datant la maison de 1848.
Les maisons en fond de cour sises aux nos 42 et 76 de la rue Victor Forthomme datent du XVIIIe siècle.

## Évolution démographique
- Sources : INS, Rem. : 1831 jusqu'en 1970 = recensements, 1976 = nombre d'habitants au 31 décembre.

## Histoire
La commune fut créée le 21 mai 1886 par la fusion de parties de territoires des communes d'Aywaille et de Sprimont et qui prit le nom d'un hameau en son centre.

## Économie
Le village de Rouvreux est principalement résidentiel et touristique, sans commerces de quotidienneté.
Deux gîtes « Un Air de Campagne » et les « Gites Hagoheid » composent l'offre touristique du village.
Un caviste conseil « De Vignes en Vignes », et une brasserie, la « Brasserie des Comines », produisant la bière DAM sont également implantés à Rouvreux.
Un marché mensuel se tient tous les 1ers dimanches du mois de 9 h à 13 h dans la cour de la Rouvre et rue Victor Forthomme.